# Liste der Kulturdenkmale in Burkartshain
Die Liste der Kulturdenkmale in Burkartshain enthält die in der amtlichen Denkmalliste des Landesamtes für Denkmalpflege Sachsen ausgewiesenen Kulturdenkmale im Wurzener Ortsteil Burkartshain.

## Legende
- Bild: Bild des Kulturdenkmals, ggf. zusätzlich mit einem Link zu weiteren Fotos des Kulturdenkmals im Medienarchiv Wikimedia Commons. Wenn man auf das Kamerasymbol klickt, können Fotos zu Kulturdenkmalen aus dieser Liste hochgeladen werden:
- Bezeichnung: Denkmalgeschützte Objekte und ggf. Bauwerksname des Kulturdenkmals
- Lage: Straßenname und Hausnummer oder Flurstücknummer des Kulturdenkmals. Die Grundsortierung der Liste erfolgt nach dieser Adresse. Der Link (Karte) führt zu verschiedenen Kartendiensten mit der Position des Kulturdenkmals. Fehlt dieser Link, wurden die Koordinaten noch nicht eingetragen. Sind diese bekannt, können sie über ein Tool mit einer Kartenansicht einfach nachgetragen werden. In dieser Kartenansicht sind Kulturdenkmale ohne Koordinaten mit einem roten bzw. orangen Marker dargestellt und können durch Verschieben auf die richtige Position in der Karte mit Koordinaten versehen werden. Kulturdenkmale ohne Bild sind an einem blauen bzw. roten Marker erkennbar.
- Datierung: Baubeginn, Fertigstellung, Datum der Erstnennung oder grobe zeitliche Einordnung entsprechend des Eintrags in der sächsischen Denkmaldatenbank
- Beschreibung: Kurzcharakteristik des Kulturdenkmals entsprechend des Eintrags in der sächsischen Denkmaldatenbank, ggf. ergänzt durch die dort nur selten veröffentlichten Erfassungstexte oder zusätzliche Informationen
- ID: Vom Landesamt für Denkmalpflege Sachsen vergebene, das Kulturdenkmal eindeutig identifizierende Objekt-Nummer. Der Link führt zum PDF-Denkmaldokument des Landesamtes für Denkmalpflege Sachsen. Bei ehemaligen Kulturdenkmalen können die Objektnummern unbekannt sein und deshalb fehlen bzw. die Links von aus der Datenbank entfernten Objektnummern ins Leere führen. Ein ggf. vorhandenes Icon  führt zu den Angaben des Kulturdenkmals bei Wikidata.

## Burkartshain
| Bild           | Bezeichnung | Lage                                     | Datierung                             | Beschreibung | ID       |
| -------------- | --- | ---------------------------------------- | ------------------------------------- | --- | -------- |
|                | Steinkreuz | (Karte)                                  | 14./15. Jh. (Sühnekreuz)              | von historischer Bedeutung Steinkreuz | 08973681 |
| Weitere Bilder | Wegestein | Diesterwegstraße (Karte)                 | 19. Jh.                               | Sandsteinstele, Inschriften mit Richtungspfeil, verkehrsgeschichtlich von Bedeutung. Wegestein: Sandsteinstele, Inschrift: "Nitzschka St" "Nemt 3/4 St. St. Wurzen 1 1/4 St. Burkartshain". | 08973706 |
| Weitere Bilder | Friedhof Burkartshain: Zwei Grabanlagen auf dem Friedhof | Fremdiswalder Straße (Karte)             | 1. Hälfte 20. Jh.                     | von ortshistorischer Bedeutung. Erbbegräbnis Familie Mühlberg - Pyrna (Gutsbesitzer Frie. Alwin Mühlberg gest. 1923), in Granit, Einfriedung in Kunststein, Erbbegräbnis Fam. Pöge, Stein in Porphyrtuff, Urne in Metall, um 1905. | 08973703 |
|                | Rittergut Burkartshain: Wirtschaftsgebäude eines Rittergutes | Genossenschaftsweg 1 (gegenüber) (Karte) | um 1912                               | zum Teil in Klinkerbauweise, zum Teil Putzfassade, ortsbildprägend und ortsgeschichtlich von Bedeutung. Wirtschaftsgebäude: viergeschossiger Mittelbau, dreigeschossiger Seitenbau, Erdgeschoss und Mittelrisalit in Klinker, Obergeschoss verputzt (Edelputz), originale Fenster, flachgeneigtes Satteldach, Dachaufbau mit Walmdach. | 08973705 |
| Weitere Bilder | Rittergut Burkartshain: Herrenhaus (Nr. 10) und Anbau (Nr. 11, Torhaus) eines Rittergutes und Park mit Einfriedungsmauer | Genossenschaftsweg 10; 11 (Karte)        | bez. 1838 (Anbau am Herrenhaus)       | klassizistisch wirkender Putzbau, durch Mittelrisalit mit Dreiecksgiebel betont, von ortshistorischer Bedeutung. Herrenhaus: zweigeschossiger verputzter Massivbau, Sockel in Sandstein, ausgebautes Dachgeschoss mit Flachdach oder Walmdach, Frontispiz, profilierte Traufen, Fenstergewände in Sandstein, im Erdgeschoss Rundbogenfenster, Türgewände mit Verdachung, späterer Vorbau mit Kunststeingewände, Erdgeschoss an einem Giebel mit Putzquaderung, zur Friedhofseite Brüstungsgesims, Anbau von 1912 (Aufstockung des alten Torhauses): zweigeschossiger verputzter Massivbau, Tor, Tordurchfahrt gewölbt, am Torschlussstein in Sandstein und Inschrift: „AF“ „1912“ „HIM“ „1838“, Mansarddach, Park: westlich des Herrenhauses Stützmauern und Reste der Einfriedungsmauer aus rotem Granit in den Gestaltungsformen der 1930er Jahre, südlich des Herrenhauses Terrasse mit Granitplatten und niedrige Trockenmauern als Stützmauern zum Park, südlich anschließend Park mit wenig erhaltenem Altgehölzbestand aus Rosskastanie (Aesculus hippocastanum), Winter-Linde (Tilia cordata) und Flatter-Ulme (Ulmus laevis). | 08973704 |
| Weitere Bilder | Dorfkirche Burkartshain (Kirche (mit Ausstattung), Kirchhof mit Einfriedung, Kirchhofstor (Torbogen und Pforte) und Gedenktafel für die Gefallenen der Kriege 1866 und 1870/1871 an der Kirche sowie Lutherlinde (Gartendenkmal)) | Straße der Einheit (Karte)               | im Kern 13. Jh.                       | barock überformte, romanische Chorturmkirche, baugeschichtlich, ortsgeschichtlich und ortsbildprägend von Bedeutung. Kirche: Chorturmkirche, verputzter Massivbau, Rechteckchor, Saalkirche mit Strebepfeilern, Turm mit Haube, Satteldach mit profilierten Traufen, spätere Anbauten, Türbogen in Porphyrtuffgewände, Inschrift: „16 AEVH 93“, Kriegerdenkmal: Inschrifttafel "Erinnerung an die in den Kriegen 1866, 1870 und 1871 gebliebenen tapferen Söhne der Kirchgemeinde Burkartshain." Namen der Toten mit Geburts- und Sterbedatum und -ort, „Ruhet sanft in fernem Lande“, Lutherlinde: Winter-Linde am nördlichen Zufahrtstor, gepflanzt anlässlich des 400. Geburtstag Martin Luthers 1883, | 08973702 |
| Weitere Bilder | Kriegerdenkmal für die Gefallenen des 1. Weltkrieges mit umgebender Freiraumgestaltung | Straße der Einheit 2 (gegenüber) (Karte) | um 1920 (Kriegerdenkmal)              | von ortshistorischer Bedeutung. Kriegerdenkmal: steinerner Block, Relief (Soldat mit Adler und Fackel), Inschrift: „1914 und 1918“, „Unseren tapferen Kämpfern“ und Namen der Toten von Burkartshain, Mühlbach und Pyrna „Gewidmet von der dankbaren Kirchgemeinde“. Freiraumgestaltung: Stiel-Eiche (Quercus robur) hinter dem Kriegerdenkmal, Denkmal von Felspartie umgeben, zur Straße niedrige Stützmauer aus rotem Granit und Ziergitterzaun. | 08973701 |
| Weitere Bilder | Meilenstein | Straße der Einheit 5 (neben) (Karte)     | 19. Jh. (Meilenstein, Kopie von 1987) | später Kilometerstein, Kopie von 1987, von verkehrshistorischer Bedeutung. Sandsteinstele, eiserne sächsische Königskronen, Inschrift: "Wermsdorf 1,40 M.", "Wurzen 1,00 M" | 08973896 |
| Weitere Bilder | Pfarrhaus | Zum Tannenhof 2 (Karte)                  | Mitte 19. Jh., später überformt       | schlichter Putzbau mit Rundbogenportal zum Hof, von ortshistorischer Bedeutung. Pfarrhaus: zweigeschossiger verputzter Massivbau, Fenstersohlbänke in Sandstein, über Tür Fenstergewände in Sandstein, Türgewände mit Verdachung in Sandstein, ältere Tür, Satteldach, im Giebel Fenster mit Sandsteingewände, im Inneren: älterer Treppenaufgang. | 08973700 |
| Weitere Bilder | Wohnstallhaus, Toreinfahrt, Vorgarteneinfriedung und Hofpflaster eines ehemaligen Dreiseithofes | Zum Tannenhof 4 (Karte)                  | um 1890, im Kern älter                | Wohnstallhaus gut gegliederter Putzbau, Zeugnis bäuerlicher Bau- und Lebensweise des 19. Jahrhunderts, heimatgeschichtliche Bedeutung. - Wohnstallhaus: zweigeschossiger verputzter Massivbau, Erdgeschoss teils in Lehm, Fenster- und Türgewände in Kunststein, Obergeschoss ursprünglich vermutlich Fachwerk, Satteldach - Einfriedung: Betonpfeiler, Eisengitterzaun - Scheune: verputzt, vermutlich Fachwerk, Krüppelwalmdach - Abbruch 2017. | 08973699 |
| Weitere Bilder | Wohnhaus mit Einfriedung | Zum Tannenhof 17 (Karte)                 | 1934 lt. Auskunft                     | charakteristischer Putzbau mit Klinkergliederung, Zeugnis der Bauweise der 1930er Jahre, in weitgehendem Originalzustand, baugeschichtlich von Bedeutung. - Wohnhaus: zweigeschossiger verputzter Massivbau mit Klinkergliederung, Satteldach mit Giebelschultern, mehrere Anbauten, Balkon mit originalem Brüstungsgitter, im Innern originale Ausstattungselemente (Treppe mit Geländer in Art-déco-Formen) - Einfriedung: Klinkerpfosten, dazwischen Holzzaun | 08973697 |